# Nagato
Nagato (japanisch 長門市, Nagato-shi) ist eine Stadt in der Präfektur Yamaguchi in Japan.
Die Stadt ist bekannt für Walfang, wobei der traditionelle Walfang in Nagato Anfang des 20. Jahrhunderts ausstarb.

## Geographie
Nagato liegt nördlich von Shimonoseki und westlich von Hagi am Japanischen Meer. Die Insel Ōmijima ist eine der größte Sehenswürdigkeiten im Kita-Nagato-Kaigan-Quasi-Nationalpark.

## Geschichte

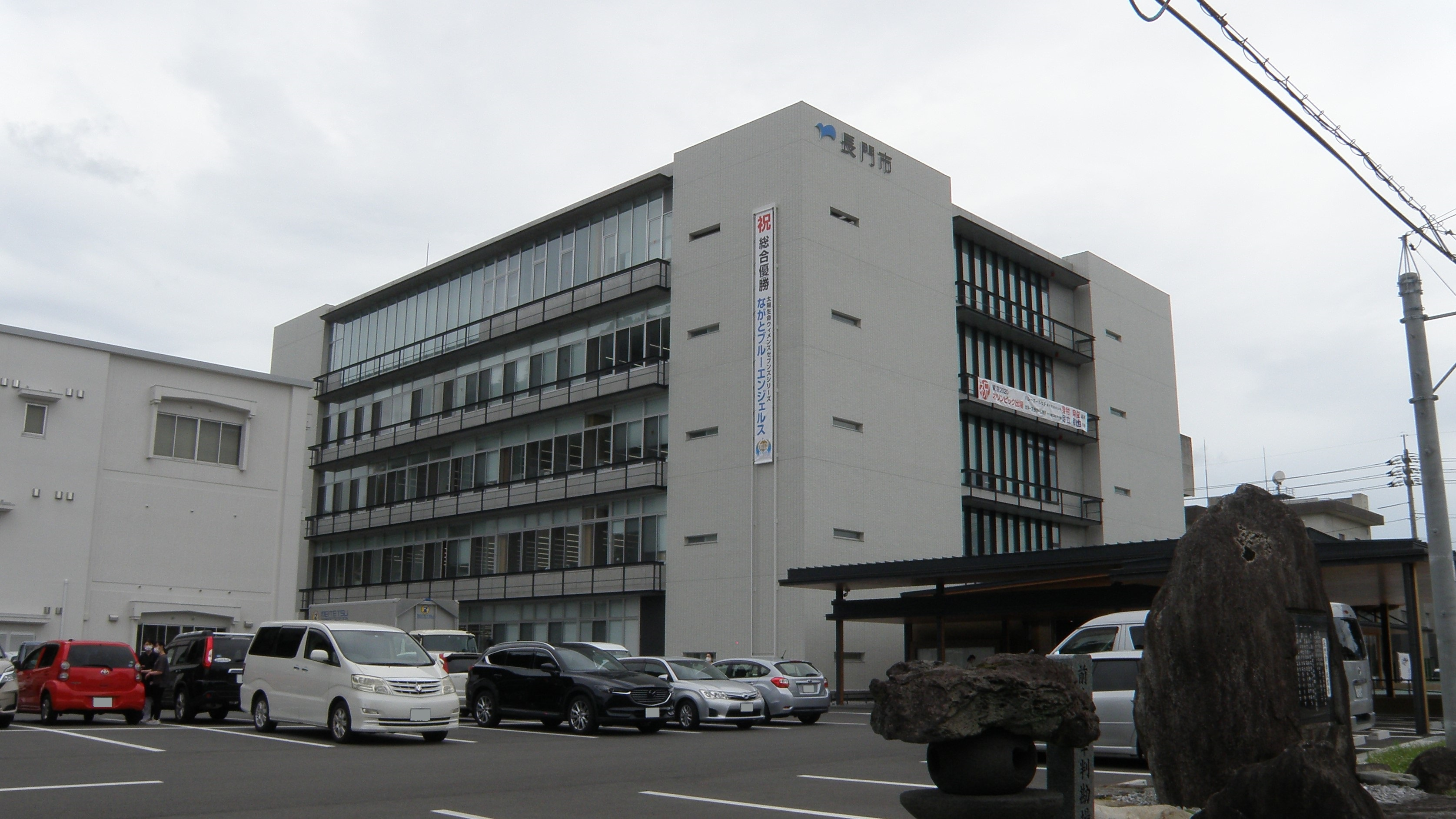
Das Gebäude des Rathauses von Nagato wurde 2020 fertiggestellt.

Nagato entwickelte sich als Hafen für Fischfang und als Markt dafür während der Edo-Zeit. Nagato wurde am 31. März 1954 Stadt.

## Sehenswürdigkeiten
- Ōmijima (青海島)
- Motonosumi Jinja (元乃隅神社)
- Nagato Whale Museum (くじら資料館)

## Verkehr
- Zug:
  - JR Sanin-Hauptlinie
  - JR Mine-Linie
- Straße:
  - Nationalstraße 191, 316, 491

## Söhne und Töchter der Stadt
- Kaneko Misuzu (1903–1930), Schriftstellerin
- Shinzō Abe (1954–2022), 90. Premierminister von Japan
- Shigeru Aburaya (* 1977), Langstreckenläufer

## Angrenzende Städte und Gemeinden
- Hagi
- Shimonoseki
- Mine